# Autostrada A23 (Włochy)
Autostrada A23, także Autostrada Alpe-Adria - autostrada we Włoszech w ciągu trasy europejskiej E55.  Jej budowa została zakończona w 1986 roku.
Autostrada łączy autostradę A4 z granicą Austrii. Jej północny odcinek, na północ od miejscowości Gemona del Friuli biegnie przez Alpy. Droga przebiega w 18 tunelach i na 26 estakadach. Jest jednym z najważniejszych szlaków alpejskich. Umożliwia szybki przejazd z Wiednia nad wybrzeże Adriatyku. Koncesjonariuszami autostrady są spółki: Autovie Venete (na odcinku od autostrady A4 do węzła Udine Sud) i Autostrade per l’Italia.